# Beltrán Mathieu
Beltrán Luis Mathieu Andrews (Talcahuano, Chile, 10 de abril de 1852-París, Francia, 20 de mayo de 1931) fue un abogado, diplomático y político chileno, miembro del Partido Radical (PR). Se desempeñó como diputado, y ministro de Estado de su país, durante el gobierno del presidente Emiliano Figueroa Larraín.

## Biografía

### Familia y estudios
Nació en la comuna chilena de Talcahuano el 10 de abril de 1852, hijo de Ramona Andrews Santibáñez y Luis Mathieu Solar, quien fuera alcalde de Talcahuano en 1865, 1870-1873 y 1885-1888. Realizó sus estudios primarios y secundarios los realizó en el Liceo de Concepción (exInstituto Literario). Continuó los superiores en Santiago, en carrera de derecho de la Universidad de Chile, titulándose como abogado el 22 de noviembre de 1875.
Se casó en julio de 1875 con Josefina Prieto Molina, con quien tuvo cinco hijos. Enviudó en 1889, y con posteridad se casó nuevamente, en noviembre de 1896 con Elena Serrano Squella; sin tener descendencia.

### Carrera política

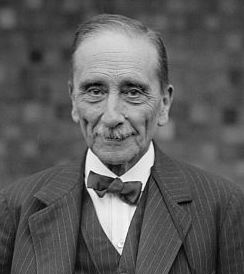
Beltrán Mathieu Andrews en 1925.

En el ámbito político, en 1881 ingresó a las filas del Partido Radical (PR) de Concepción, y por medio de dicha colectividad, se integró a la masonería; siendo uno de los fundadores de la Logia Paz y Concordia, de la misma ciudad.
Comenzó su carrera pública como secretario del Ejército de La Frontera. Su jefe fue el gobernador de Angol, general Basilio Urrutia. Fue elegido diputado suplente por Angol, para el período 1882-1885; se incorporó en propiedad, en reemplazo del diputado propietario electo Domingo Gana Cruz, que no prestó juramento, por haber sido nombrado, el 6 de junio de 1882, enviado extraordinario y ministro plenipotenciario de Chile en México y Repúblicas Centroamericanas. Luego, el 26 de abril de 1884, fue nombrado como fiscal de Angol, por lo que resultó comprendido en el Acuerdo de 27 de septiembre del mismo año, y en consecuencia dejó sin representación en la Cámara de Diputados, a este departamento.
Por otra parte, en 1882 fue uno de los socios fundadores del diario El Sur de Concepción.
En 1885 fue designado promotor fiscal de Angol y en 1886, primer secretario de la Legación de Chile en Washington, Estados Unidos; perteneció a la que en la cancillería se llamó "Promoción de 1886". Se tituló nuevamente de abogado, en la Columbia University, el año 1887. En 1889, pasó a desempeñarse como secretario de la Legación en Lima, donde falleció su cónyuge de tuberculosis; sus hijos aún eran pequeños.
Regresó a Chile y a fines de 1890, se incorporó al movimiento constitucionalista que combatió contra el presidente José Manuel Balmaceda en la guerra civil de 1891. Partió a Iquique y fue agregado al ejército como asesor del general Adolfo Holley, con grado de capitán. A continuación, en las elecciones parlamentarias de dicho año, fue elegido como diputado por Laja, Nacimiento y Mulchén, por el período legislativo 1891-1894. En su gestión integró la Comisión Permanente de Constitución, Legislación y Justicia. Obtuvo la reelección en las elecciones parlamentarias de dicho año, en representación de la misma zona, por el período 1894-1897. En esa oportunidad continuó integrando la Comisión Permanente de Constitución, Legislación y Justicia e integró también, la de Policía Interior.
Sin embargo, no logró finalizar su período debido a que aceptó una misión diplomática en 1896: fue nombrado por el presidente Jorge Montt como ministro plenipotenciario de Chile en Ecuador y Centroamérica. Por consiguiente, su escaño en la cámara baja fue ocupado por Julio Fredes Ortíz, quien el 2 de julio de ese año se incorporó en su reemplazo.
Posteriormente, durante el gobierno del presidente Germán Riesco, el 18 de septiembre de 1901, fue nombrado como ministro de Guerra y Marina, cargo que ocupó hasta el 31 de enero de 1902 y, que resumió entre el 8 de marzo y el 6 de mayo. En el ejercicio de sus funciones, entre los días 30 y 31 de enero de 1902, le correspondió asumir como ministro de Hacienda, en calidad de subrogante. Al año siguiente, fue nombrado por el presidente Germán Riesco como ministro plenipotenciario en La Paz, Bolivia.
Con ocasión de la vicepresidencia de Emiliano Figueroa Larraín, el 21 de noviembre de 1910, fue nombrado por este como titular del Ministerio de Industrias, Obras Públicas y Ferrocarriles, fungiendo como tal hasta el 23 de diciembre del mismo año.
Más tarde, en 1915, fue designado como ministro plenipotenciario en Washington, donde después de realizar varias misiones, regresó en 1923. Entre el 4 de febrero y el 2 de agosto de 1926, se desempeñó como ministro de Relaciones Exteriores, nombrado bajo la presidencia de Emiliano Figueroa Larraín.

### Últimos años
En 1926 pasó a ejercer como ministro plenipotenciario de Chile en Londres (Reino Unido), cargo del que se retiró en julio de 1927 y fijó entonces su residencia en París. Falleció en esta ciudad el 20 de mayo de 1931, a los 79 años. Sus restos fueron repatriados a Chile en el año 1935, siendo sepultado en el Cementerio de Talcahuano, como fue su deseo.